# Piršenbreg
Piršenbreg este o localitate din comuna Brežice, Slovenia, cu o populație de 265 de locuitori.